# Замок Аруэ
Замок Аруэ (фр. Château de Haroué) — резиденция (шато) Марка де Бово-Краона, наместника Лотарингии, возведённая в 1720-1732 годах по проекту архитектора Жермена Бофрана в местечке Аруэ (историческая область Сентуа департамента Мёрт и Мозель), в 25 км южнее Нанси. Другие названия — дворец Аруэ и замок Бово-Краон. В списке исторических памятников с 1983 года.
Нынешний замок расположен на том же месте, где располагался более древний замок. Интересно, что архитектор включил в план нового замка четыре башни и ров его предшественника, которым некогда владел маршал де Бассомпьер. Ренессансные черты контрастировали с практикой классицизма и, таким образом, архитектура замка Аруэ является уникальной для этого периода.
По ренессансной традиции замок имеет 365 окон (по числу дней в году), 52 камина (по числу недель в году), 12 башен и башенок (по числу месяцев) и 4 моста через ров (по числу времён года). Регулярный парк был разбит по проекту ландшафтного архитектора Эмилио Терри.
Убранство принадлежит местным, лотарингским умельцам. Это Жан Ламур (1698—1771), который спроектировал ворота, балконы и лестничные перила, и скульптор Бартелеми Гибай (1699—1757), известный своими фонтанами на площади Станислава в Нанси. Интерьеры музыкального салона в одной из угловых башен выполнены в стиле шинуазри.
Часть роскошной мебели замка досталась в 1820 году семье Бово-Краон, владевшей им, от Зои Талон (фр.), графини дю Кейла, любовницы короля Людовика XVIII. Потомки Бово-Краонов владеют замком до сих пор.